# الکساندرینا سیوکان
الکساندرینا سیوکان (انگلیسی: Alexandrina Ciocan؛ زادهٔ ۷ ژانویهٔ ۱۹۹۵) بازیکن فوتبال است.
وی همچنین در تیم‌های ملی فوتبال Moldova women's national football team بازی کرده‌است.